# Holstein (Nebraska)
Holstein é uma vila localizada no estado americano de Nebraska, no Condado de Adams.

## Demografia
Segundo o censo americano de 2000, a sua população era de 229 habitantes.
Em 2006, foi estimada uma população de 249, um aumento de 20 (8.7%).

## Geografia
De acordo com o United States Census Bureau, a localidade tem uma área de 0,6 km², sem área coberta por água. Holstein localiza-se a aproximadamente 612 m acima do nível do mar.

## Localidades na vizinhança
O diagrama seguinte representa as localidades num raio de 20 km ao redor de Holstein.